# Versend, Baranya
Versend este un sat în districtul Bóly, județul Baranya, Ungaria, având o populație de 939 de locuitori (2011). 

## Demografie
Componența etnică a satului Versend
     Maghiari (57,97%)
     Romi (31,69%)
     Croați (6,25%)
     Germani (3,71%)
     Necunoscut (0,39%)
     Alții (0,39%)
Componența confesională a satului Versend
     Romano-catolici (85,62%)
     Fără religie (4,26%)
     Reformați (1,38%)
     Necunoscută (8,73%)
     Alte religii (1,17%)
Conform recensământului din 2011, satul Versend avea 939 de locuitori. Din punct de vedere etnic, majoritatea locuitorilor (31,69%) erau romi, existând și minorități de croați (6,25%) și germani (3,71%). Apartenența etnică nu este cunoscută în cazul a 0,39% din locuitori.  Din punct de vedere confesional, majoritatea locuitorilor (85,62%) erau romano-catolici, existând și minorități de persoane fără religie (4,26%) și reformați (1,38%). Pentru 8,73% din locuitori nu este cunoscută apartenența confesională.